# Maurice Nénou
Maurice Pourouha Nénou-Pwataho (Poindimié, Nouvelle-Calédonie, 25 février 1939 - 27 novembre 1996) est un homme politique français d'origine kanak.

## Les débuts
Enseignant de profession, Kanak anti-indépendantiste natif de la tribu de Napoémien à Poindimié sur la côte est de la Grande Terre, il étudie de 1962 a 1965 à l’Institut biblique de Nogent-sur-Marne. Il est ensuite  2e adjoint au maire de sa commune natale de 1963 à 1989. Il adhère dès sa création en 1978 au Rassemblement pour la Calédonie dans la République (RPCR) de Jacques Lafleur. Il est attaché de cabinet, aux côtés de Jean-Claude Briault, d'Henri Wetta, le seul membre RPCR du conseil de gouvernement de Jean-Marie Tjibaou du 18 juin 1982 au 18 novembre 1984. 
Il est élu pour la première fois à l'Assemblée territoriale le 18 novembre 1984 lors d'élections marquées par le boycott radical du FLNKS et l'édification par ce dernier de barrages sur les routes néo-calédoniennes, marquant le début de la période des Évènements. Maurice Nénou connaît à cette époque une ascension rapide comme l'un des quelques rares représentants Kanaks du camp loyaliste, à l'instar de Dick Ukeiwé (président de l'exécutif et sénateur), Henri Wetta ou Auguste Parawi-Reybas. 
Il perd son siège à l'assemblée locale désormais appelée Congrès du Territoire en septembre 1985 : le nouveau statut, dit Fabius-Pisani, a alors créé quatre régions (Sud, Centre, Nord et Îles Loyauté). Maurice Nénou est alors en troisième position sur la liste menée par Henri Wetta dans la Région Nord, mais celle-ci est remportée par le FLNKS de Jean-Marie Tjibaou et le RPCR n'obtient donc que 2 élus sur 9 au Conseil de Région.

## Le député
Toutefois, dès l'année suivante, il est second sur la liste RPCR-Union loyaliste menée par Jacques Lafleur lors des élections législatives du 16 mars 1986, la seule de l'histoire de la Cinquième République à se faire au scrutin proportionnel. Le RPCR rafle alors 88,5 % des suffrages et les deux sièges dont dispose la Nouvelle-Calédonie, et Maurice Nénou devient donc le second député kanak du Territoire, succédant à Rock Pidjot. Il siège au sein du groupe RPR, et est membre de la commission des affaires culturelles, familiales et sociales. 
Après la réforme électorale de Charles Pasqua en 1987 qui rétablit le scrutin uninominal majoritaire à deux tours et définit 577 nouvelles circonscriptions électorales, Maurice Nénou est élu député pour la 2e circonscription, à savoir l'ensemble de la Grande Terre (à l'exception de Nouméa) et les îles Belep, en 1988 et 1993. Il est élu les deux fois au premier tour : avec 86,2 % des suffrages exprimés dans un scrutin encore une fois boycotté par les indépendantistes en 1988, avec 54,15 % en 1993.  
Il retrouve son siège au Congrès lors du seul scrutin organisé dans le cadre du statut Pons II, le 24 avril 1988, élection boycottée par les indépendantistes et donc largement remportée par le RPCR qui obtient la présidence des quatre nouvelles régions (Sud, Ouest, Est, Îles Loyautés). Maurice Nénou est élu au conseil de la Région Est, présidé par Henri Wetta. 
Au moment de la prise d'otages d'Ouvéa, il propose, à l'instar des deux autres parlementaires (le député Jacques Lafleur et le sénateur Dick Ukeiwé), le 2 mai 1988 de se substituer aux vingt-trois gendarmes retenus en otage par des indépendantistes dans la grotte de Gossanah sur l'île d'Ouvéa, proposition rejetée par le FLNKS. Il fait ensuite partie de la délégation du RPCR chargée de négocier avec les indépendantistes sous la médiation du gouvernement de Michel Rocard (aux côtés de l'autre député et leader anti-indépendantiste Jacques Lafleur, du sénateur Dick Ukeiwé, du maire de Nouméa Jean Lèques, de son suppléant Pierre Frogier, de Pierre Bretegnier et de Robert Naxué Patoua) et est donc l'un des signataires des accords de Matignon le 26 juin 1988.
Dans le nouveau statut de ces accords, il est élu le 11 juin 1989 au sein de l'Assemblée de la Province Nord, en seconde position sur la liste d'Henri Wetta, et est réélu au Congrès. Il démissionne toutefois dès le 10 juillet 1989. Il est réélu le 9 juillet 1995 et est cette fois-ci tête de liste dans le Nord, sa formation obtenant alors 3 élus sur les 15 de l'Assemblée de Province.  
Il décède le 27 novembre 1996, laissant son mandat de député à son suppléant, Pierre Frogier, et sa place au Congrès à Maurice Ponga. Il est inhumé dans sa tribu natale de Napoémien. Son fils, Bernard Nénou-Pwataho, s'est lui aussi lancé en politique : pendant un temps président de la section RPCR de Poindimié, il a ensuite rejoint l'Avenir ensemble (il est ainsi numéro 3 de la liste de ce nouveau parti dans le Nord en 2004 sans être élu, membre de l'éphémère premier gouvernement de Marie-Noëlle Thémereau) puis Calédonie ensemble (il en est l'un des principaux dirigeants dans le Nord avec le futur sénateur Gérard Poadja, et conseiller municipal d'opposition de Poindimié sous cette étiquette de 2008 à 2020) ainsi que de La République en marche au niveau national à partir de 2018.

## Prises de position et opinions
Maurice Nénou défend l'idée que le respect de la coutume kanak n'est pas, et ne doit pas être, contraire à la modernité. Il déclare ainsi : 
«  Il y a que les Européens pour croire que la Coutume n’est pas capable de s’adapter. Quelqu'un de méritant est quelqu'un qui peut acquérir une place dans la coutume. S'il respecte les règles de la coutume, s'il passe par ceux par qui il doit passer, rien n'est fermé. C'est sûr qu'il vaut mieux pas être tout seul. Il vaut mieux que tout le clan soit méritant. Mais quand quelqu'un fait des études, le conseil des anciens a intérêt à le faire participer parce qu'il renforce la coutume par sa présence et, du coup, la coutume le renforce., »
Il s'oppose également à toute application politique de la coutume et de la défense de l'identité kanak qui pour lui n'a pas à être en opposition avec le fait d'être Français, affirmant notamment en séance de l'Assemblée nationale lors du débat sur la loi du statut Pons I (qu'il soutient) :
«  Ainsi, il n' y aura pas de confusion. Mon clan a des droits et des devoirs dans un "périmètre coutumier", pas au-delà. La Calédonie est ainsi faite que, avant l'arrivée des Français, elle était une mosaïque de grands clans dominants, indépendants les uns des autres, possédant chacun leur propre territoire, leurs propres règles coutumières et leur propre langue. Pour être clair, je vous dis que celui qui, suivant nos coutumes, prétend parler au nom de tous les Canaques (sic), celui-là est un menteur, car personne, dans notre histoire, et aujourd'hui encore, n'a reçu une telle délégation.  »
Il acquiert la réputation d'un élu de terrain,. Il se sert notamment de ses mandats territoriaux ou nationaux pour faire avancer certains dossiers locaux, et soutient entre autres l'édification d'un hôpital à Poindimié.